# InterLiga
InterLiga – nieistniejące już coroczne rozgrywki piłkarskie w Meksyku mające na celu wyłonienie dwóch z trzech meksykańskich klubów mogących brać udział w Copa Libertadores. Były toczone w latach 2004–2010.

## System rozgrywek
Do InterLigi kwalifikowało się osiem zespołów po zakończeniu jesiennej fazy Apertura. Zespoły, które brały udział w rozgrywkach nie mogły poprzez miejsce w tabeli bezpośrednio kwalifikować się do Copa Libertadores oraz kwalifikować się do poprzedniej edycji Pucharu Mistrzów CONCACAF. Aby zachować większą neutralność, turnieje były rozgrywane w Stanach Zjednoczonych, a konkretnie w stanach o dużej ilości mieszkających tam Meksykanów – Kalifornii i Teksasie.
Osiem klubów było dzielonych w dwie grupy – z każdej z nich wychodziły dwa najlepsze zespoły. Następnie spotykały się w rundzie finałowej. Dwie drużyny, które zwyciężyły w tej końcowej rundzie, brały udział w Copa Libertadores. Z tych dwóch zespołów klub, który miał lepszy bilans w grupie zaczynał rozgrywki Pucharu Wyzwolicieli od fazy grupowej, natomiast klub z gorszym bilansem zaczynał od fazy wstępnej.
W 2010 roku Meksykański Związek Piłki Nożnej zlikwidował InterLigę, uważając ją za zbyteczną i obciążającą zawodników. Od tego czasu do Copa Libertadores bezpośrednio dostają się drużyny z trzech pierwszych miejsc w tabeli regularnego sezonu Apertura..

## Poszczególne edycje
| Rok  | Zwycięzca     | Drugie miejsce |
| ---- | ------------- | -------------- |
| 2004 | Santos Laguna | Club América   |
| 2005 | Tigres UANL   | Guadalajara    |
| 2006 | Tigres UANL   | Guadalajara    |
| 2007 | Necaxa        | Club América   |
| 2008 | Club América  | Atlas          |
| 2009 | Guadalajara   | Pachuca        |
| 2010 | Monterrey     | Tecos UAG      |

## Statystyki
| Drużyna       | Zwycięstwa | Drugie miejsca | Lata zwycięstw | Lata drugich miejsc |
| ------------- | ---------- | -------------- | -------------- | ------------------- |
| Tigres UANL   | 2          | 0              | 2005, 2006     |                     |
| Club América  | 1          | 2              | 2008           | 2004, 2007          |
| Guadalajara   | 1          | 2              | 2009           | 2005, 2006          |
| Santos Laguna | 1          | 0              | 2004           |                     |
| Necaxa        | 1          | 0              | 2007           |                     |
| Monterrey     | 1          | 0              | 2010           |                     |
| Atlas         | 0          | 1              |                | 2008                |
| Pachuca       | 0          | 1              |                | 2009                |
| Tecos UAG     | 0          | 1              |                | 2010                |

| Rok  | Zawodnik         | Drużyna      | Gole |
| ---- | ---------------- | ------------ | ---- |
| 2004 | Reinaldo Navia   | Club América | 6    |
| 2005 | Javier Saavedra  | Tigres UANL  | 3    |
| 2005 | Irênio Soares    | Tigres UANL  | 3    |
| 2006 | Walter Gaitán    | Tigres UANL  | 4    |
| 2006 | Aldo de Nigris   | Tigres UANL  | 4    |
| 2007 | Kléber Pereira   | Necaxa       | 4    |
| 2008 | Bruno Marioni    | Atlas        | 5    |
| 2009 | Edgar Benítez    | Pachuca      | 4    |
| 2009 | Carlos Ochoa     | Guadalajara  | 4    |
| 2010 | Salvador Cabañas | Club América | 4    |
| 2010 | Rodrigo Ruiz     | Tecos UAG    | 4    |